# 竹岡ラーメン

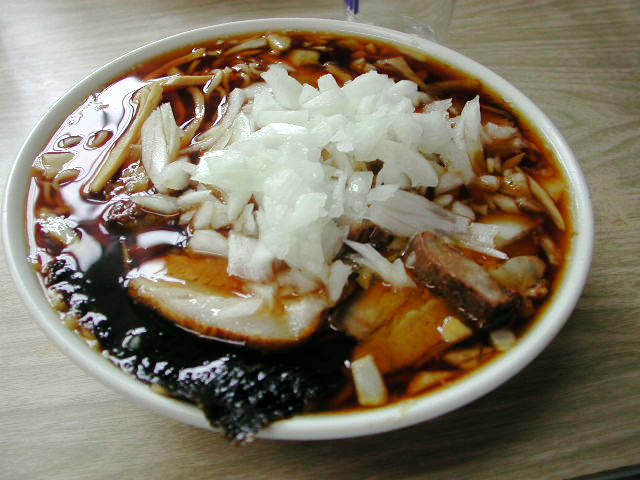
梅乃家の竹岡ラーメン

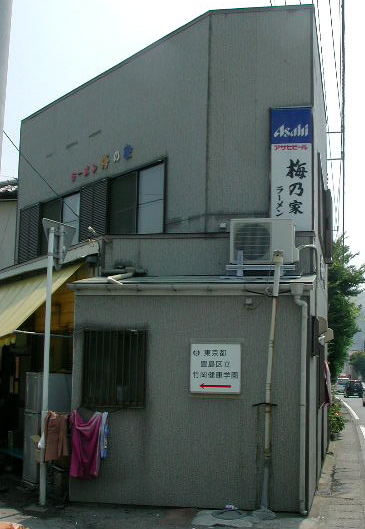
梅乃家

竹岡ラーメン（たけおかラーメン）・竹岡式ラーメンとは、千葉県内房（富津市竹岡など）周辺発祥のご当地ラーメンである。
醤油ダレに麺茹湯と肉の旨みの詰まっている真っ黒なスープ、薬味に角切りの玉ねぎ、大ぶりチャーシューを入れたものが特徴的なラーメン。

## 概要
竹岡ラーメンの特徴は独特の作り方にある。スープは、チャーシューを煮込んだ醤油ダレに麺茹でに使用した湯（または何も入れず沸かした湯）を入れるのみである。その醤油ダレにはしっかりと肉のうま味が溶け込んでおり、湯を加えることで見た目は濃いがまろやかな味のスープとなる。薬味には角切りにしたタマネギを使う。

## 発祥
漁師町とされる千葉県富津市竹岡に所在するラーメン店「梅乃家」（うめのや）と、同じく富津市竹岡の「鈴屋」（すずや）が発祥とされている。創業は鈴屋の方が古いが、梅乃家が発端となって竹岡ラーメンは普及した。代表格の梅乃家から波及した特徴が各種存在している。
梅乃家では、誰でもほぼ均一に茹で上げることができるなど作りやすく、一定の品質が保てるため、麺は都一製の乾麺を使用している。また、乾麺のうまみを出す火加減の調整がしやすいことから、七輪を使用して小鍋で茹でている。具として大ぶりのチャーシューとメンマ・海苔、薬味として刻んだタマネギが載る。千葉県内で「竹岡ラーメン」や「竹岡式」と称したラーメンは、この二店のラーメンを模倣した店か竹岡式ラーメン店から独立した店舗であり、梅乃家及び鈴屋とは直接の関係はない。梅乃家及び鈴屋と違い、生麺や昆布ダシを使用するなど、その店独自の工夫をこらしているものも多い。